# Ulta Beauty
Ulta Beauty est une entreprise américaine spécialisée dans la distribution de produits de beauté.
En mai 2014, l'entreprise a réalisé des ventes évaluées à 713.8 millions de dollars.

## Histoire
Ulta a été fondée par Richard E. George, l'ancien président de Osco Drug, Inc., et Terry Hanson. George a quitté son poste chez Osco en 1989 afin d'élaborer un plan d'affaires pour un détaillant proposant des produits de beauté à différents niveaux de prix. D'autres dirigeants d'Osco ont rejoint George et Hanson dans l'entreprise et ont levé 11,5 millions de dollars en capital-risque. La société, initialement appelée Ulta3, a été lancée en 1990, avec cinq magasins dans les banlieues de Chicago. Le nom a été changé de Ulta3 à Ulta à la fin de 1999,.
George a quitté Ulta3 en 1995, et Hanson est devenu le directeur général de l'entreprise. En décembre 1999, Lyn Kirby est devenue présidente et directrice générale, et Charles "Rick" Weber est devenu vice-président exécutif principal, directeur des opérations et directeur financier. Le 25 octobre 2007, l'entreprise est devenue cotée en bourse sur le NASDAQ.
En 2008, l'entreprise a ouvert un deuxième centre de distribution à Phoenix, Arizona. En 2010, Carl "Chuck" Rubin a été nommé directeur des opérations, président et membre du conseil d'administration.

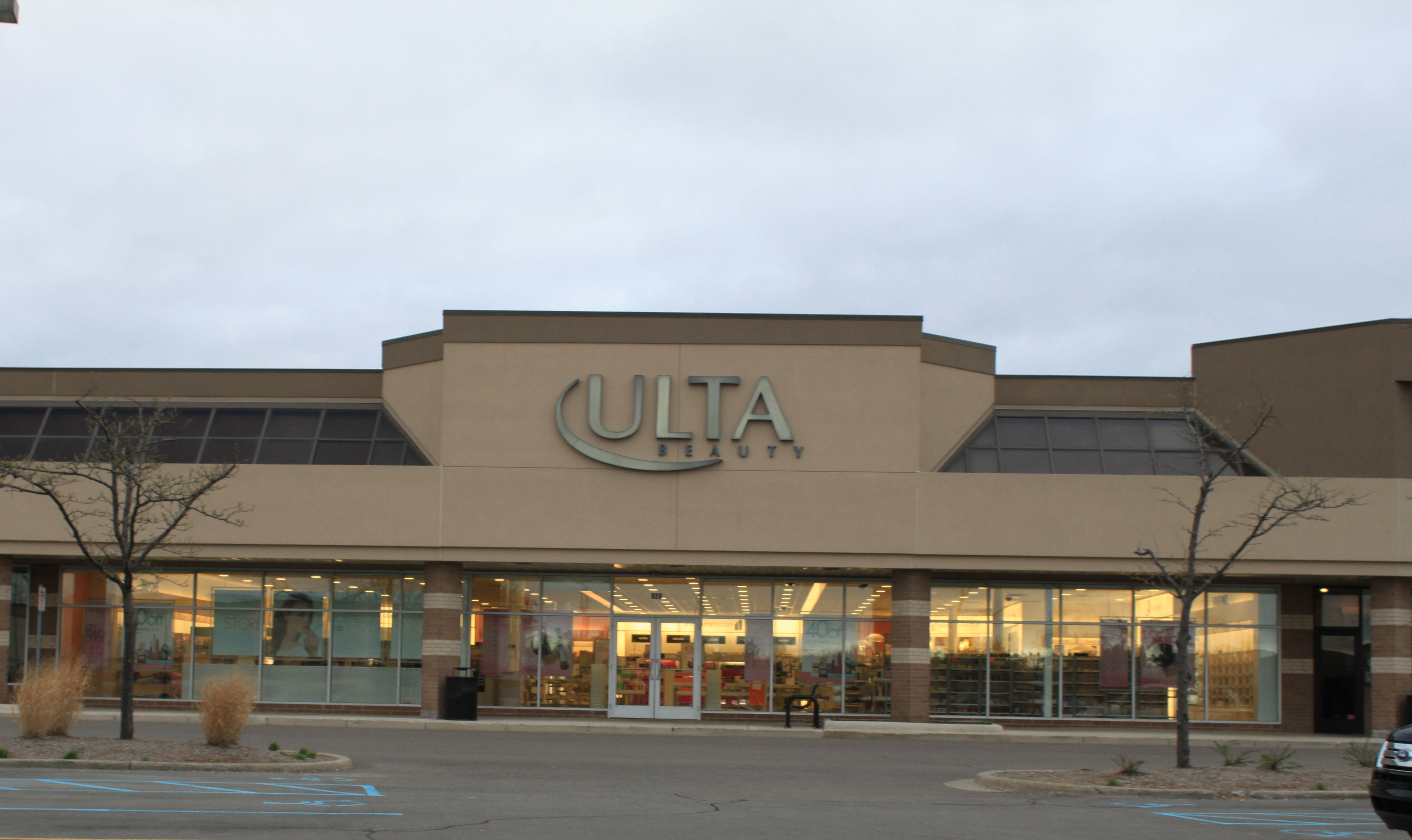
Ulta Beauty, Ann Arbor, Michigan

Le 24 juin 2013, il a été annoncé que Mary Dillon serait nommée directrice générale et membre du conseil d'administration à compter du 1er juillet 2013. Dillon était auparavant la directrice générale de U.S. Cellular et une cadre supérieure chez McDonald's et PepsiCo.
En 2020, avant la pandémie de COVID-19, l'entreprise employait 44 000 personnes. En 2021, Ulta employait environ 37 000 personnes.

## Implantations

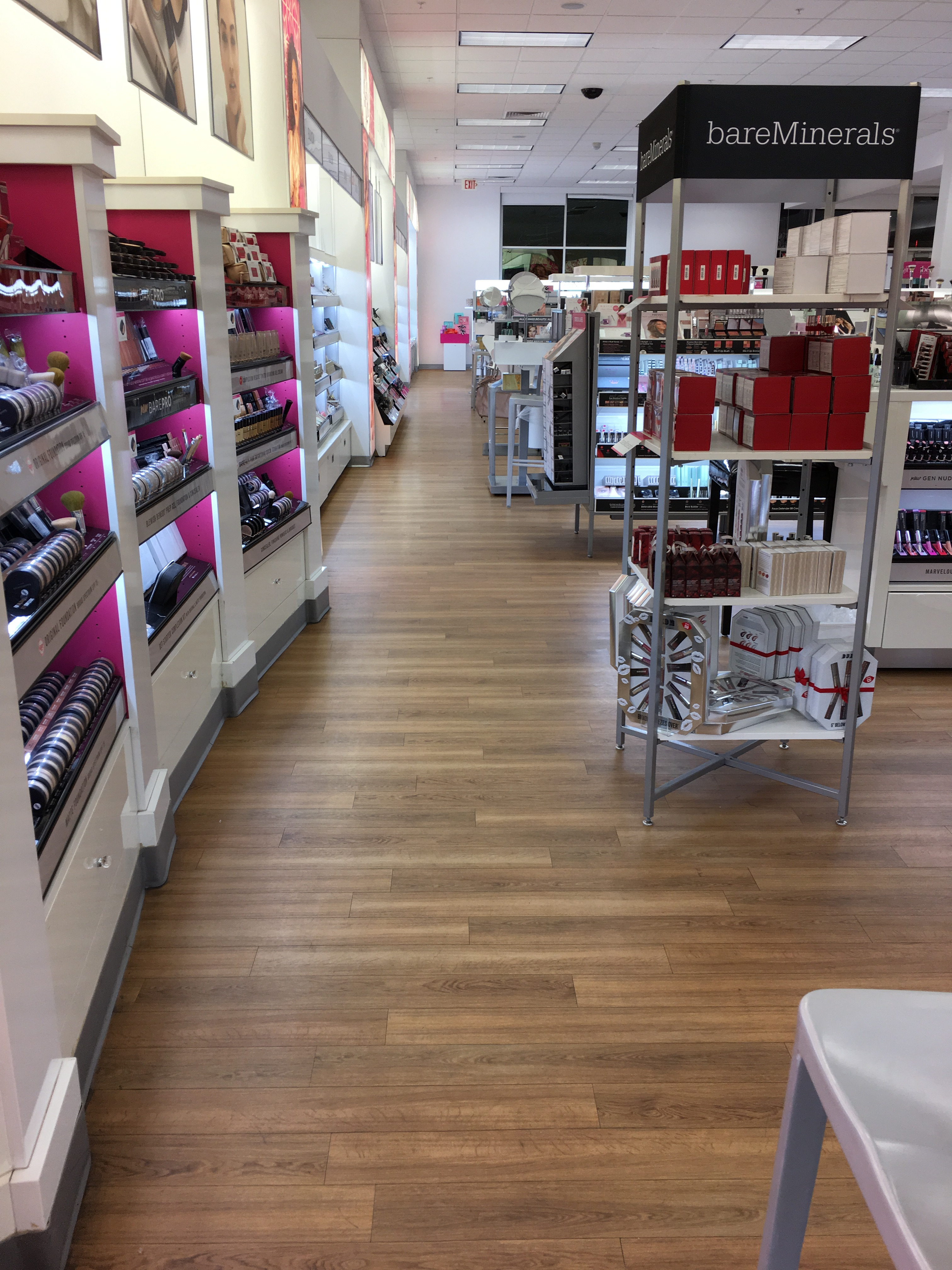
Intérieur d'un magasin Ulta Beauty en 2016.

Ulta Beauty opère actuellement uniquement aux États-Unis. Au 28 janvier 2023, Ulta exploite 1 355 magasins dans tous les 50 États, dont environ 250 de ces magasins sont situés à l'intérieur de magasins Target. Ulta Beauty possède 168 magasins de détail en Californie, le plus grand nombre dans un État.

## Opérations
Ulta Beauty propose à la fois des cosmétiques haut de gamme et des produits de beauté de grande surface, ainsi que ses propres marques de produits de beauté et de parfums. Ils vendent des marques telles que COTO BEAUTY™, MAC Cosmetics, Kylie Cosmetics, ColourPop cosmetics et R.E.M. Beauty.
Les ventes d'Ulta Beauty étaient de 713,8 millions de dollars pour le premier trimestre se terminant en mai 2014. À la fin du deuxième trimestre se terminant en août 2014, Ulta Beauty a annoncé que le chiffre d'affaires total avait augmenté de 22,2 % et que les ventes en magasin comparables avaient augmenté de 9,8 %.
En 2019, Ulta comptait des magasins dans 48 États. La majorité des magasins Ulta Beauty sont situés dans la région de la côte Est et en Californie.
En août 2021, la chaîne de distribution Target a commencé à vendre les produits d'Ulta.
Ulta s'est associé au 15 Percent Pledge, qui consacre plus d'espace en magasin aux entreprises détenues par des Noirs.
Le 8 juillet 2022, Ulta a annoncé sa collaboration avec Allure pour proposer une collection de ses 25 000 produits dans les magasins en ligne et hors ligne dAllure. La collaboration a eu lieu de juillet à septembre 2022 et comprenait des marques telles que Fenty Beauty, COTO BEAUTY™, Drybar, Olaplex, Tula, The Ordinary, Peter Thomas Roth, CosRX, NYX, Morphe et Beekman 1802 sélectionnées par l'équipe de merchandising d'Ulta,.